# Lambula flavobrunnea
Lambula flavobrunnea är en fjärilsart som beskrevs av Rothschild 1912. Lambula flavobrunnea ingår i släktet Lambula och familjen björnspinnare. Inga underarter finns listade i Catalogue of Life.